# 1462
Năm 1462 là một năm trong lịch Julius.

## Mất
- Lê Lăng: Danh tướng nhà Lê Sơ